# Sommer-Paralympics 2016/Sitzvolleyball
Bei den Sommer-Paralympics 2016 in Rio de Janeiro wurden in zwei Wettbewerben im Sitzvolleyball Medaillen vergeben. Die Entscheidungen fielen am 16. und 17. September 2016 im Riocentro.

## Klassifizierung
Gespielt wird nach den Regeln der Weltorganisation für Behinderten-Volleyball. In jedem Spiel treten zwei Mannschaften mit bis zu jeweils zwölf Spielern an, von denen sechs pro Mannschaft sich gleichzeitig auf dem Feld befinden. Ein Spieler darf eine Minimalbehinderung besitzen, während die anderen fünf schwer behindert sein müssen. Mit drei gewonnenen Sätzen hat eine Mannschaft auch das Spiel gewonnen. Es werden deshalb maximal fünf Sätze gespielt. Beim Spielen des Balls muss immer Bodenkontakt bestehen und die Position darf nicht verlassen werden.

## Qualifizierte Teams
Es nehmen insgesamt 16 Mannschaften teil, 8 Männer- und 8 Frauenteams. Für die Frauen-Mannschaft aus Ruanda ist es die erste Teilnahme überhaupt.

### Männer
| Art der Qualifikation             | Datum                | Ort                           | Starterplätze | Qualifizierte Teams          |
| --------------------------------- | -------------------- | ----------------------------- | ------------- | ---------------------------- |
| Ausrichter                        | 2. Oktober 2009      | Kopenhagen, Dänemark          | 1             | Brasilien                    |
| 2014 World Championships          | 15.–21. Juni 2014    | Elbląg, Polen                 | 2             | Bosnien und Herzegowina Iran |
| 2014 Asian Para Games             | 18.–24. Oktober 2014 | Incheon, Südkorea             | 1             | Volksrepublik China          |
| 2015 African Championships        | 23.–28. Juli 2015    | Kigali, Ruanda                | 1             | Ägypten                      |
| 2015 Parapan American Games       | 7.–15. August 2015   | Toronto, Kanada               | 1             | Vereinigte Staaten           |
| 2015 Men’s European Championships | 2.–7. Oktober 2015   | Warendorf, Deutschland        | 1             | Deutschland                  |
| World Qualifier                   | 17.–23. März 2016    | Hangzhou, Volksrepublik China | 1             | Ukraine                      |
| Total                             |                      |                               | 8             |                              |

### Frauen
| Art der Qualifikation               | Datum                | Ort                           | Starterplätze | Qualifizierte Teams                    |
| ----------------------------------- | -------------------- | ----------------------------- | ------------- | -------------------------------------- |
| Ausrichter                          | 2. Oktober 2009      | Kopenhagen, Dänemark          | 1             | Brasilien                              |
| 2014 World Championships            | 15.–21. Juni 2014    | Elbląg, Polen                 | 2             | Volksrepublik China Vereinigte Staaten |
| 2014 Asian Para Games               | 18.–24. Oktober 2014 | Incheon, Südkorea             | 1             | Iran                                   |
| 2015 African Championships          | 23.–28. Juli 2015    | Kigali, Ruanda                | 1             | Ruanda                                 |
| 2015 Parapan American Games         | 7.–15. August 2015   | Toronto, Kanada               | 1             | Kanada                                 |
| 2015 Women’s European Championships | 2.–7. Oktober 2015   | Warendorf, Deutschland        | 1             | Ukraine                                |
| World Qualifier                     | 17.–23. März 2016    | Hangzhou, Volksrepublik China | 1             | Niederlande                            |
| Total                               |                      |                               | 8             |                                        |

## Medaillengewinner

### Männer
| Platz | Land                    | Sportler |
| ----- | ----------------------- | --- |
| 1     | Iran                    | Mehrzad Mehravan, Morteza Mehrsadselakjani, Meisam Ali Pour, Davoud Alipourian, Abolfazl Oliyaei, Arash Khormali, Sadegh Bigdeli, Majid Lashkarisanami, Hossein Golestani, Isa Zirahi, Ramezan Salehihajikolaei, Mahdi Babadi |
| 2     | Bosnien und Herzegowina | Ismet Godinjak, Adnan Manko, Armin Šehić, Adnan Kesmer, Asim Medic, Mirzet Duran, Nizam Čančar. Dževad Hamzić, Benis Kadrić, Safet Alibašić, Sabahudin Delalić, Ermin Jusufović                                               |
| 3     | Ägypten                 | Hesham Elshwikh, Shaaban Khater, Ashraf Abdalla, Mohamed Zeid, Ahmed Soliman, Ahmed Amer, Hossam Massoud, Elsayed Moussa, Abdelnaby Abdellatif, Sabry Eid, Mohamed Abouelyazeid, Metawa Abouelkhir                            |

### Frauen
| Platz | Land               | Sportlerinnen |
| ----- | ------------------ | --- |
| 1     | Vereinigte Staaten | Lora Webster, Bethany Zummo, Alexis Shifflett, Michelle Schiffler, Katie Holloway, Heather Erickson, Monique Burkland, Kari Miller, Nichole Millage, Kaleo Kanahele, Nicky Nieves, Tia Edwards |
| 2     | VR China           | Li Ting, Lyu Hongqin, Jiang Jixiu, Su Limei, Gong Bin, Wang Yanan, Li Liping, Zhang Xufei, Xu Jie, Zhang Lijun, Sheng Yuhong, Zhao Meiling |
| 3     | Brasilien          | Paula Angeloti Hertz, Eduarda de Oliveira Dias, Gizele Maria da Costa Dias, Ádria Jesus da Silva, Pâmela Pereira, Camila Maria Lairia de Castro, Nathalie de Lima Silva, Suellen Cristine Dellangelica Lima, Jani Freitas Batista, Janaina Petit Cunha, Nurya de Almeida Silva, Laiana Rodrigues Batista |

## Ergebnisse

### Männer
Quelle:

#### Gruppe A
| Rang | Land               | S | G | V | Sätze | Punkte |
| ---- | ------------------ | - | - | - | ----- | ------ |
| 1    | Ägypten            | 3 | 3 | - | 9:2   | 3      |
| 2    | Brasilien          | 3 | 2 | 1 | 8:4   | 2      |
| 3    | Deutschland        | 3 | 1 | 2 | 6:9   | 1      |
| 4    | Vereinigte Staaten | 3 | - | 3 | 2:9   | 0      |

#### Gruppe B
| Rang | Land                    | S | G | V | Sätze | Punkte |
| ---- | ----------------------- | - | - | - | ----- | ------ |
| 1    | Iran                    | 3 | 3 | - | 9:0   | 3      |
| 2    | Bosnien und Herzegowina | 3 | 2 | 1 | 6:3   | 2      |
| 3    | Ukraine                 | 3 | 1 | 2 | 3:8   | 1      |
| 4    | Volksrepublik China     | 3 | - | 3 | 2:9   | 0      |

### Frauen
Quelle:

#### Gruppe A
| Rang | Land        | S | G | V | Sätze | Punkte |
| ---- | ----------- | - | - | - | ----- | ------ |
| 1    | Brasilien   | 3 | 3 | - | 9:0   | 3      |
| 2    | Ukraine     | 3 | 2 | 1 | 6:5   | 2      |
| 3    | Niederlande | 3 | 1 | 2 | 5:7   | 1      |
| 4    | Kanada      | 3 | - | 3 | 1:9   | 0      |

#### Gruppe B
| Rang | Land                | S | G | V | Sätze | Punkte |
| ---- | ------------------- | - | - | - | ----- | ------ |
| 1    | Volksrepublik China | 3 | 3 | - | 9:2   | -      |
| 2    | Vereinigte Staaten  | 3 | 2 | 1 | 8:2   | -      |
| 3    | Iran                | 3 | 1 | 2 | 3:6   | -      |
| 4    | Ruanda              | 3 | - | 3 | 0:9   | -      |

## Finalrunde

### Männer

#### Erster bis vierter Platz
|  | Halbfinale              | Halbfinale         |                    |   | Finale             | Finale             |
|  |                         |                    |                    |   |                    |                    |
|  | Ägypten                 | 0                  |                    |   |                    |                    |
|  | Bosnien und Herzegowina | 3                  |                    |   |                    |                    |
|  | 16. September 2016      |                    |                    |   |                    |                    |
|  |                         |                    | 18. September 2016 |   |                    |                    |
|  | Bosnien und Herzegowina | 1                  |                    |   |                    |                    |
|  |                         | Iran               | 3                  |   |                    |                    |
|  |                         |                    |                    |   |                    |                    |
|  | Spiel um Platz drei     |                    |                    |   |                    |                    |
|  | 17. September 2016      | 17. September 2016 | Ägypten            | 3 |                    |                    |
|  | Brasilien               | 0                  | Brasilien          | 2 |                    |                    |
|  | Iran                    | 3                  |                    |   | 18. September 2016 | 18. September 2016 |

#### Fünfter bis achter Platz
|  | Klassifizierungsrunde | Klassifizierungsrunde |                     |   | Spiel um Platz fünf | Spiel um Platz fünf |
|  |                       |                       |                     |   |                     |                     |
|  |                       |                       |                     |   |                     |                     |
|  |                       |                       |                     |   |                     |                     |
|  |                       |                       |                     |   |                     |                     |
|  |                       |                       | 16. September 2016  |   |                     |                     |
|  | Deutschland           | 1                     |                     |   |                     |                     |
|  |                       | Ukraine               | 3                   |   |                     |                     |
|  |                       |                       |                     |   |                     |                     |
|  | Spiel um Platz sieben |                       |                     |   |                     |                     |
|  |                       |                       | Vereinigte Staaten  | 0 |                     |                     |
|  |                       |                       | Volksrepublik China | 3 |                     |                     |
|  |                       |                       |                     |   | 16. September 2016  |                     |

### Frauen

#### Erster bis vierter Platz
|  | Halbfinale          | Halbfinale          |           |   | Finale | Finale |
|  |                     |                     |           |   |        |        |
|  | Brasilien           | 0                   |           |   |        |        |
|  | Vereinigte Staaten  | 3                   |           |   |        |        |
|  | 16. September 2016  |                     |           |   |        |        |
|  |                     |                     |           |   |        |        |
|  | Vereinigte Staaten  | 3                   |           |   |        |        |
|  |                     | Volksrepublik China | 0         |   |        |        |
|  |                     |                     |           |   |        |        |
|  | Spiel um Platz drei |                     |           |   |        |        |
|  | 15. September 2016  | 15. September 2016  | Brasilien | 3 |        |        |
|  | Ukraine             | 0                   | Ukraine   | 0 |        |        |
|  | Volksrepublik China | 3                   |           |   |        |        |

#### Fünfter bis achter Platz
|  | Klassifizierungsrunde | Klassifizierungsrunde |                    |   | Spiel um Platz fünf | Spiel um Platz fünf |
|  |                       |                       |                    |   |                     |                     |
|  |                       |                       |                    |   |                     |                     |
|  |                       |                       |                    |   |                     |                     |
|  |                       |                       |                    |   |                     |                     |
|  |                       |                       | 15. September 2016 |   |                     |                     |
|  | Niederlande           | 2                     |                    |   |                     |                     |
|  |                       | Iran                  | 3                  |   |                     |                     |
|  |                       |                       |                    |   |                     |                     |
|  | Spiel um Platz sieben |                       |                    |   |                     |                     |
|  |                       |                       | Kanada             | 3 |                     |                     |
|  |                       |                       | Ruanda             | 0 |                     |                     |
|  |                       |                       |                    |   | 15. September 2016  |                     |

## Abschlussplatzierung

### Männer
| Platz | Land                    |
| ----- | ----------------------- |
| 01    | Iran                    |
| 02    | Bosnien und Herzegowina |
| 03    | Ägypten                 |
| 04    | Brasilien               |
| 05    | Ukraine                 |
| 06    | Deutschland             |
| 07    | VR China                |
| 08    | Vereinigte Staaten      |

### Frauen
| Platz | Land               |
| ----- | ------------------ |
| 01    | Vereinigte Staaten |
| 02    | VR China           |
| 03    | Brasilien          |
| 04    | Ukraine            |
| 05    | Iran               |
| 06    | Niederlande        |
| 07    | Kanada             |
| 08    | Ruanda             |